# Achmat Abdulchamidowitsch Kadyrow

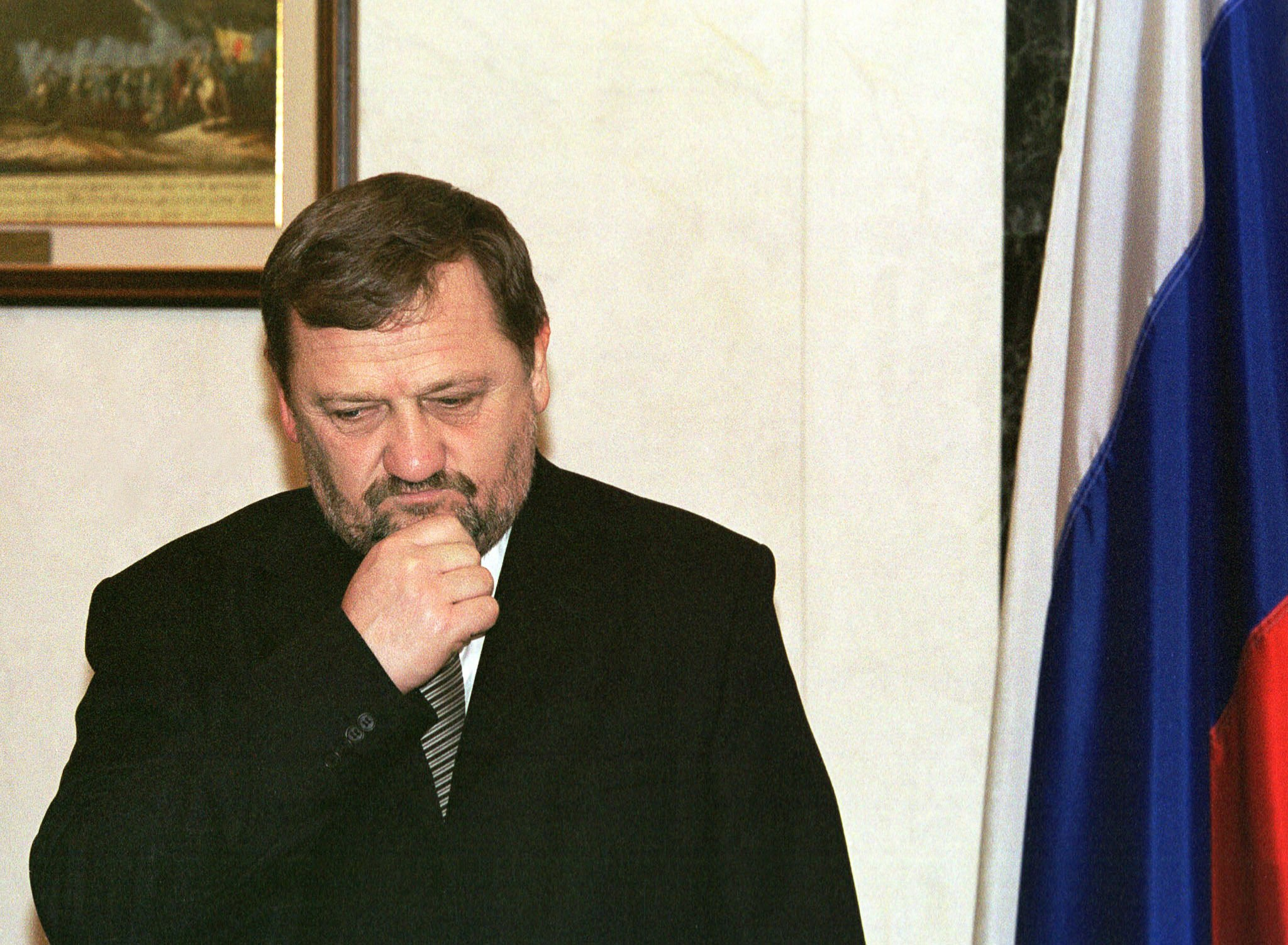
Achmat Kadyrow im November 2002

Achmat Abdulchamidowitsch Kadyrow (russisch Ахмат Абдулхамидович Кадыров, tschetschenisch Къадар Ӏабдулхьамидан кӀант Ахьмад-Хьажи; * 23. August 1951 in Karaganda, Kasachische SSR, Sowjetunion, heute Qaraghandy, Kasachstan; † 9. Mai 2004 in Grosny) rief 1994 als Mufti von Tschetschenien zum Dschihad gegen Russland auf, wechselte dann die Seiten, wurde 2000 Chef der russischen Verwaltungsbehörde in Tschetschenien und am 5. Oktober 2003 in einer umstrittenen Wahl zum Präsidenten der Republik Tschetschenien gewählt. Am 9. Mai 2004 wurde er bei einem Bombenanschlag in einem Stadion in der Hauptstadt Grosny getötet. Seit Mai 2007 ist sein Sohn Ramsan Achmatowitsch Kadyrow Präsident Tschetscheniens.

## Leben
Kadyrow wurde in Kasachstan geboren. Dorthin war seine Familie aufgrund der Deportation der tschetschenischen Bevölkerung durch Stalin im Jahre 1944 gelangt. 1957 konnten sie in ihre eigentliche Heimat zurückkehren. Nach Abschluss der Schule in Batschi-Jurt arbeitete Kadyrow von 1969 bis 1971 in einer Reis-Kolchose bei Gudermes und danach bis 1980 bei verschiedenen Bauunternehmungen im Nichtschwarzerdegebiet und in Sibirien.
1980 wurde er von der Moschee von Gudermes zum Studium an eine Koranschule in Buchara geschickt. 1982 ging er von dort an das Islamische Institut von Taschkent, wo er sein Studium 1986 abschloss. Von 1986 bis 1988 war er stellvertretender Imam an der Moschee von Gudermes. 1989 war er Mitbegründer des Islamischen Institutes in Kurtschaloi – des ersten im Nordkaukasus – und wurde dessen Rektor. Ein 1990 begonnenes Studium an der Islamischen Universität von Amman brach er ab, um in seine Heimat zurückzukehren, als 1991 nach der Unabhängigkeitserklärung Tschetscheniens der Ausnahmezustand verhängt wurde.

### Kampf gegen Russland
1993 wurde er stellvertretender Mufti, 1995 wurde er zum Mufti von Tschetschenien gewählt. Im Ersten Tschetschenienkrieg stand er noch klar auf der Seite der Unabhängigkeitskämpfer und gab diesem Krieg sogar die Weihen des Dschihad. 1996 begannen seine Auseinandersetzungen mit Aslan Maschadow und Schamil Bassajew, denen er vorwarf, sich von den sogenannten Wahhabiten, den vom islamischen Ausland unterstützten Fundamentalisten, vereinnahmen zu lassen. Hinter diesen ideologischen Auseinandersetzungen steckte vermutlich auch der Kampf um die Macht mit dem 1997 zum Präsidenten gewählten Maschadow.
Mit Beginn des Zweiten Tschetschenienkrieges 1999 stellte sich Kadyrow offen auf die Seite Russlands. 2000 wurde er zum Verwaltungschef der Republik Tschetschenien ernannt – und somit zum Widerpart des von Moskau nicht anerkannten Maschadow. Ab Januar 2001 war er außerdem Chef des lokalen Ablegers der russischen staatlichen Ölgesellschaft Rosneft.

### Wahl zum Präsidenten Tschetscheniens
2003 kündigte der russische Präsident Wladimir Putin die Wahl eines Präsidenten für Tschetschenien an, womit er den Konflikt um die Unabhängigkeit einzudämmen hoffte. Die Art, wie die Wahl vor sich ging, trug allerdings eher dazu bei, die Fronten zu verhärten: Putin erreichte, dass alle Kandidaten, die in den Umfragen vor Kadyrow lagen, ihre Kandidatur zurückzogen. Aus Mangel an Alternativen und in der Hoffnung, dass er dennoch zur Lösung des Konfliktes beitragen würde, wurde Kadyrow am 5. Oktober 2003 laut offiziellen Angaben mit 80,84 % der Stimmen und bei einer Wahlbeteiligung von 87,7 % gewählt.
Maschadow bezeichnete die Wahl – ebenso wie viele westliche Politiker und Menschenrechtsorganisationen – als Farce und rief zum Widerstand gegen die russischen Streitkräfte auf. Schon bald nach Kadyrows Seitenwechsel hatte er dazu aufgerufen, ihn zu töten. Kadyrow kündigte an, hart gegen seine Gegner vorgehen zu wollen. Sein Sohn Ramsan kommandiert die mehrere tausend Leute umfassende Leibgarde Kadyrowzy, vor der sich viele Tschetschenen mehr fürchten als vor den Russen, da ihre Mitglieder im Gegensatz zu den russischen Soldaten an keinerlei Rechtsnormen gebunden sind.

### Anschlag und Tod
Am 9. Mai 2004 wurde Kadyrow vor laufenden Kameras von einer Landmine getötet, die unter der Tribüne angebracht war, auf der er den Feierlichkeiten zum Tag des Sieges der Sowjetunion über das faschistische Deutschland beiwohnte. Da auf Kadyrow schon mehrere Anschläge verübt worden waren, wurde er strengstens bewacht. Deswegen wurde auch die Tribüne, auf der er sich befand, vor den Festivitäten zweimal auf Sprengsätze untersucht. Der Sprengsatz wurde nicht gefunden, weil er sich im Beton befand. Als Organisator des Anschlags bekannte sich der tschetschenische Rebellenführer Schamil Bassajew.
Am 8. November 2004 wurden nach russischen Regierungsangaben bei einer Offensive tschetschenischer Sicherheitskräfte 22 Kämpfer getötet. Darunter sei der mutmaßliche Mörder des tschetschenischen Präsidenten gewesen.

## Ehrungen
Nach dem Tod Kadyrows trat der russische Präsident Putin – anders als bei bisherigen Anschlägen – umgehend vor die Fernsehkameras und kündigte Vergeltung gegen die tschetschenischen Kämpfer an. Einen Tag später, am 10. Mai 2004, wurde Achmat Kadyrow durch einen Erlass des russischen Präsidenten postum die Auszeichnung Held der Russischen Föderation verliehen.
Die im Oktober 2008 eröffnete Achmat-Kadyrow-Moschee in Grosny wurde nach ihm benannt.
Im Jahr 2017 wurde der größte Fußballverein Grosnys, der frühere Terek Grosny, ihm zu Ehren in Achmat Grosny umbenannt.